# Martin Busse
Martin Busse (* 30. června 1958, Brehme) je bývalý východoněmecký fotbalista, záložník, reprezentant Východního Německa (NDR).

## Fotbalová kariéra
Ve východoněmecké oberlize hrál za FC Rot-Weiß Erfurt, nastoupil ve 202 ligových utkáních a dal 58 gólů. Za reprezentaci Východního Německa (NDR) nastoupil v roce 1983 ve 3 utkáních a dal 1 gól.

## Ligová bilance
| Ročník          | Zápasy | Góly | Klub               |
| --------------- | ------ | ---- | ------------------ |
| I. liga 1977/78 | 1      | 0    | FC Rot-Weiß Erfurt |
| I. liga 1978/79 | 9      | 2    | FC Rot-Weiß Erfurt |
| I. liga 1979/80 | 5      | 1    | FC Rot-Weiß Erfurt |
| I. liga 1980/81 | 24     | 8    | FC Rot-Weiß Erfurt |
| I. liga 1981/82 | 26     | 11   | FC Rot-Weiß Erfurt |
| I. liga 1982/83 | 25     | 7    | FC Rot-Weiß Erfurt |
| I. liga 1983/84 | 22     | 8    | FC Rot-Weiß Erfurt |
| I. liga 1984/85 | 26     | 4    | FC Rot-Weiß Erfurt |
| I. liga 1985/86 | 26     | 9    | FC Rot-Weiß Erfurt |
| I. liga 1986/87 | 16     | 4    | FC Rot-Weiß Erfurt |
| I. liga 1987/88 | 22     | 4    | FC Rot-Weiß Erfurt |
| CELKEM I. liga  | 202    | 58   |                    |